# Cameralismo
O Cameralismo (alemão: Kameralismus) foi uma ciência e modelo de administração originalmente da Alemanha no século XVIII e início do século XIX. A disciplina, na sua definição mais restrita, dizia respeito à gestão das finanças do estado. De acordo com David F. Lindenfeld, foi dividido em três: Finanças públicas, Oeconomie e Polizei. Aqui, Oeconomie não significava exatamente "economia", nem Polizei "política pública" nos sentidos modernos.

## Como uma ciência
O cameralismo como ciência está intimamente ligado ao desenvolvimento da burocracia no início do período moderno, pois era um método destinado a aumentar a eficiência dos cameralistas - não se referindo apenas aos acadêmicos dedicados à ciência, mas também àqueles empregados no Kammer, a administração do estado. Além disso, o cameralismo foi associado com o termo moderno de oeconomia, que tinha um significado mais amplo do que o termo moderno de economia, pois implicava a administração de todas as finanças, tanto públicas, quanto privadas e por extensão do próprio estado. Assim, a oeconomia era um domínio mais amplo: "... em que a investigação da natureza se fundia perfeitamente com as preocupações com o bem-estar material e moral, no qual a interdependência da produtividade urbana e rural era apreciada e administrada, na qual "melhoria" foi simultaneamente direcionado para aumentar os rendimentos da agricultura, manufatura e responsabilidade social".   Este cameralismo em uma forma adicional, visto como uma disciplina ampla, era destinado a criar uma visão geral do conhecimento necessário por um administrador esclarecido. Também ilustra que os praticantes do cameralismo eram um grupo heterogêneo que servia não apenas ao interesse do estado, mas também aos quadros crescentes de acadêmicos, cientistas e especialistas em tecnologia que lutavam pelo favor do estado para promover seus próprios interesses econômicos também como sendo parte dos interesses da nação. Existem algumas semelhanças entre cameralismo como uma teoria oeconomic e a escola francesa dos mercantilistas, de Jean-Baptiste Colbert, que algumas vezes levou o cameralismo a ser visto como uma versão alemã do mercantilismo, já que ambos enfatizaram a substituição de importações e um estado forte direcionando a vida econômica. No entanto, o cameralismo foi desenvolvido com relação à natureza do interior de muitos dos estados alemães do século XVIII e tentou substituir todo o processo de produção, enquanto o Mercantilismo se baseou no acesso a matérias-primas e bens da periferia colonial. Além disso, a definição do cameralismo como uma escola da economia moderna não retrata com precisão o escopo do corpo de conhecimento incluído no cameralismo. Ao longo do século XVIII e na primeira metade do século XIX, a ciência cameralista influenciou os estados do norte da Europa, por exemplo, a Prússia e a Suécia, e seus acadêmicos e profissionais foram pioneiros em conhecimento e tecnologia econômica e ambiental, por exemplo, contabilidade cameralista, ainda hoje utilizado nas finanças públicas.

## Cameralismo na Prússia
As primeiras cadeiras acadêmicas nas ciências camerais foram criadas nas universidades prussianas de Halle e Frankfurt an der Oder em 1727 por Frederico Guilherme I, que percebeu a necessidade de maior habilidade administrativa na crescente burocracia prussiana. Os ensinamentos cameralistas partiram da tradicional educação baseada em experiência jurídica, geralmente dada aos funcionários públicos e focados em uma ampla visão geral da filosofia clássica, ciências naturais e práticas econômicas, como criação, agricultura, mineração e contabilidade. No entanto, a oferta de uma educação cameralista também foi direcionada para a pequena nobreza como uma maneira de incutir os valores de economia e prudência entre os proprietários de terras, aumentando assim a renda de suas propriedades. O cameralismo prussiano era focado no estado, aumentando sua eficiência e aumentando sua receita através do fortalecimento do poder da burocracia em desenvolvimento, por meio da padronização tanto das próprias práticas da burocracia quanto da economia, permitindo uma maior extração de riqueza. Há, no entanto, um debate considerável sobre se a política cameralista refletia os objetivos declarados do cameralismo acadêmico.

## Cameralismo na Suécia
O cameralismo ganhou força na Suécia depois que o país perdeu a maior parte de seus bens na Pomerânia e na região do Báltico após sua derrota na Grande Guerra do Norte. O exemplo sueco mostra como o cameralismo, como parte do conceito moderno de oeconomia, deu origem a uma ampla gama de atividades hoje associadas à política pública e social. Em torno da burocracia sueca altamente desenvolvida uniu uma estrutura de empresários, educadores e cientistas que se esforçaram para mobilizar os recursos do país para o melhoramento da população e fortalecimento do estado. O cameralismo, nesse sentido, fomentou um quadro de naturalistas e administradores que serviam como especialistas envolvidos em atividades econômicas, que não eram necessariamente funcionários administrativos, embora associados ao estado e que utilizassem a administração bem desenvolvida. Na Suécia, isso é exemplificado pelo botânico Carl Linnaeus e seus alunos, que foram proeminentes defensores do cameralismo e lutaram tanto para cultivar culturas estrangeiras como o chá e a amoreira, sobre as quais se alimenta o bicho-da-seda, e para encontrar substituto doméstico para importações como o café, projetos que, embora fossem insucessos, entrincheiraram o papel do cientista e do especialista como instrumento útil dos interesses do estado.

## Status acadêmico
Durante o século XVIII o cameralismo espalhou-se pelas terras da Prússia, do Sacro Império Romano e além. Cátedras docentes em cameralismo também foram criadas na Suécia e Noruega-Dinamarca. O principal entre os professores no cameralismo foi Johann Heinrich Gottlob Justi (1717-1771), que vinculou o cameralismo e a ideia da lei natural entre si. No entanto, a maioria dos cameralistas eram praticantes, não acadêmicos e trabalhavam nas burocracias florescentes, às vezes apoiando e evitando a ciência. Se o cameralismo era uma tecnologia que foi aplicada aos diferentes ramos do estado e a economia o definiu decisivamente, ou se era uma ciência universitária, tem sido um grande debate na pesquisa moderna do cameralismo. Muito debate tem se centrado tradicionalmente em exatamente qual escrita classifica como cameralismo. No entanto, o trabalho de Keith Tribe, que mantém o cameralismo como uma ciência universitária desconectada das atividades reais dos administradores, provocou uma contra-reação e mudou o debate para incluir os praticantes do cameralismo. A mudança é evidente no trabalho de David Lindenfeld e Andre Wakefield, que ilustra a dinâmica entre teoria e prática entre os cameralistas. Embora o legado e a natureza exatos do cameralismo permaneçam controversos, esse modelo afetou profundamente as finanças públicas modernas, não apenas moldando a formação da administração estatal, mas também dando origem à contabilidade cameralista, um sistema particular usado predominantemente no setor público da Alemanha, que sobreviveu ao resto da ciência. O sistema foi considerado validador na execução de ações sob influência de empresas ou serviços públicos, como a construção e manutenção de infraestrutura, fornecimento de serviços de saúde ou educação. Como esses serviços, se pagos, constituem uma forma de tributação indireta, em vez de uma transação em um livre mercado.

## Leitura complementar
- Albion Small (1909), O Cameralists. Os Pioneiros do alemão Política Social, Chicago: University of Chicago
- Andre Wakefield (2009), de uma Manifestação da Polícia do Estado: alemão Cameralism como a Ciência e a Prática
- J. Christiaens & J. Rommel, 2006. "Contabilidade Governamental Reformas: Voltando De Onde Nós Pertencemos?," Working Papers da Faculdade de Economia e Administração de empresas, da Universidade de Ghent, Bélgica 06/398, da Universidade de Ghent, Faculdade de Economia, Administração e Negócios.